# Kishore Kumar

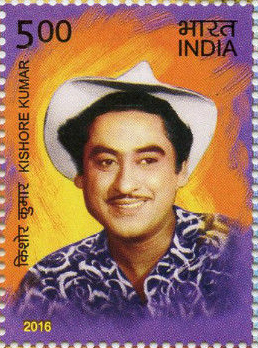
Kishore Kumar auf einer indischen Briefmarke

Kishore Kumar (Bengali: কিশোর কুমার; * 4. August 1929 in Khandwa, Madhya Pradesh; † 13. Oktober 1987 in Mumbai, Maharashtra) war ein indischer Playbacksänger (in den Sprachen Hindi, Bengali, Marathi, Asamiya, Gujarati, Kannada) und Schauspieler. Er war für den Bollywood-Film tätig. Außerdem erlangte er Anerkennung als Lyriker, Komponist, Produzent, Regisseur, Drehbuchautor und Werbetexter.

## Kindheit
Sein Vater Kunjalal Ganguly war Jurist und stammte aus einer bengalischen Familie, die der Mittelschicht angehörte. Seine Mutter Gouri Devi hingegen stammte aus wohlhabenden Verhältnissen. Kumar war das Jüngste von vier Kindern. Ashok Kumar war der älteste Sohn, gefolgt von Sati Devi, die einzige Tochter der Familie. Es folgten Anoop Kumar und der fünf Jahre jüngere Kishore.
Als Kumar Kind war, wurde sein älterer Bruder Ashok Kumar ein Star in Bollywood, was einen großen Einfluss auf den jüngsten Kumar hatte.
Auch wurde er ein großer Fan des indischen Schauspielers und Sängers Kundan Lal Saigal und ahmte dessen Gesang nach.
Ferner haben seine Eltern ihn oft dazu überredet, das Lied seines Bruders Ashok Kumar Main ban ka panchhi ban ban ke nachzuahmen.
Wie sein Bruder Ashok, wagte Anoop Kumar den Schritt nach Bollywood, um dessen Erfolgen nachzueifern.

## Anfänge in Bollywood
Kishore Kumar folgte den Spuren seines älteren Bruders und ging nach Mumbai, um eine Filmkarriere als Sänger zu verfolgen. Zu diesem Zeitpunkt steckte die Karriere Anoops fest, da sein Gesang nicht so stark war wie seine Schauspielerei (in dieser Zeit waren Schauspieler, die singen und schauspielern konnten, sehr gefragt). Auf einem Besuch in Österreich kaufte Anoop Aufnahmen, die seinen Gesang verbessern sollten. Zu einem späteren Zeitpunkt, zurück in Indien, soll Anoop sein Heim betreten haben, als er ein Jodeln aus einem Zimmer vernahm. Verärgert soll er gefragt haben: „Wer hat meine Aufnahmen angerührt?“. Als er das Zimmer betrat, stellte er fest, dass es tatsächlich die Stimme des jüngsten Kumars war. Kishore hatte von Anoops österreichischen Aufnahmen das Jodeln gelernt.
Kishore Kumar mochte das Schauspielen nicht und wollte ein anerkannter Sänger in Bollywood werden. Doch er hatte keine herkömmliche Gesangs- oder Musikausbildung. Mithilfe von Kontakten seines Bruders Ashok in der Industrie kam dennoch sein Filmdebüt zustande – anfangs ohne Eindruck zu hinterlassen. Aber Kishore Kumar setzte das Schauspielen fort, welches ihm zumindest das Singen für Soundtracks erlaubte. An diesem Punkt seiner Karriere war sein Stil von K. L. Saigal abgeleitet. Eines Tages kam Sachin Dev Burman zu Ashok Kumars Haus und hörte aus dem Badezimmer etwas, was wie die Stimme von K. L. Saigal klang. Beeindruckt fragte S. D. Burman Ashok, wer da singe. Als er die Antwort hörte, wartete er, bis Kishore Kumar sein Bad beendet hatte. Er redete kurz mit Kishore Kumar und würdigte seinen Gesang, riet ihm aber auch: „Versuche nicht K. L. Saigal nachzuäffen. Nachäffer werden nie große Künstler. Du solltest deinen eigenen Gesangsstil entwickeln.“
Danach entwickelte K. Kumar seinen eigenen markanten Gesangsstil, welcher sich völlig von den Stilen Rafis, Mukesh und Saigal unterschied. Er jodelte in vielen seiner Lieder. S. D. Burman wurde sein Mentor und Leiter, und da dieser niemals zuvor einen Jodler gehört hatte, pflegte er es „gala tod ke gaana“ zu nennen ('Halsbrecherischer Gesang'). Jodeln wurde Kishores Markenzeichen, und die Medien beschrieben seinen Gesangsstil als „den Mond anjodeln“.

## Kishore wird ein bekanntes Gesicht
Kishore wollte nie schauspielern, aber er hatte zu große Angst, sich gegen seinen älteren Bruder Ashok aufzulehnen, der wild entschlossen war, ihn zu einem berühmten Bollywoodheld zu machen. Nachdem seine anfänglichen Filme keinen Erfolg hatten, entschied Kishore, dass er im bevorstehenden Film so schlecht spielen würde, dass ihm kein Produzent je wieder eine Rolle für einen Film anbieten würde. Folge dieser Entscheidung war eine sonderbar komische Art Kishores zu spielen. Doch anstatt ihn abzulehnen, waren die Filmfreunde erfreut, einen Helden zu sehen, der sie zum Lachen brachte. Sein Stil war eine willkommene Abwechslung zum nüchternen, romantisch-tragischen, traditionellen Helden Bollywoods. Aus diesem Grund wurde Kishore zur ersten Wahl der Filmproduzenten von Komödien.
Als S. D. Burman ihn für Dev Anand in den Filmen Taxi Driver und Paying Guest singen ließ, etablierte S. D. Burman Kishore als die Stimme des populären Dev Anand. Nachdem sich S. D. Burman und Lata Mangeshkar 1957 getrennt hatten, übergab er die Schirmherrschaft an Asha Bhosle.
Abgesehen von S. D. Burman, gab es einen weiteren Komponisten Khemchand Prakash, der Kishores Gesangstalent früh erkannte. Er komponierte Kishores Lieder in dem Film Ziddi, die Kishore als Sänger etablierten (noch vor der Zusammenarbeit mit S. D. Burman).
Bald erkannten viele andere Komponisten, wie Ravi, dass Kishore das Potenzial eines guten Sängers hatte. Viele Lyriker, einschließlich Majrooh Sultanpuri und Shailendra wurden leidenschaftliche Bewunderer Kishores.
S. D. Burman und Majrooh arbeiteten zu dieser Zeit an Duetten, die bis dahin in Bollywood nicht besonders verbreitet waren. Einmal erzählte S. D. Burman Majrooh Sultanpuri „Wir investieren so viel Energie in Duettaufnahmen, und keiner mag sie.“ Majrooh erwiderte „Das ist unser Fehler. Wir Texter schreiben nie gute Lieder, die Paare gern mitsingen würden.“ Ihre Duette zählten schließlich zu den beliebtesten Duetten Ende der 50er Jahre.
Asha und Kishore sangen die Duette neben ihrer eigentlichen Filmarbeit und wurden so 'nebenbei' berühmt, zum Beispiel mit den Liedern Chhod do aanchal, Zamaana kya kahega, Aye nigah-e-mastana, Aankhon mein kya ji, Arre yaar meri, Tum bhi ho gajab, Chhedo na meri zulfein. Majrooh, Asha und Kishore nahmen auch bekannte Duette mit dem Komponisten Ravi in dem Film Dilli Ka Thug (1958) auf – C…A…T…Cat maane billi, Hum to mohabbat karega.
Übrigens war es das Khemchand's Studio, in dem sich Kishore und Lata Mangeshkar – mit der er viele Duette sang – begegneten. Eines Tages ging Lata zur selben Zeit wie Kishore zum Khemchand's Studio. Sie dachte zuerst, dass ihr ein Gammler folgt. Erst als sie das Studio erreichte, bemerkte sie, dass der 'Gammler' Kishore, Ashok Kumars jüngerer Bruder war.
S. D. Burman, Majrooh, Asha und Kishore arbeiteten in vielen Filmen zusammen, auch in Kishores Eigenproduktion Chalti Ka Naam Gaadi (1958), in dem Kishore Kumar, Madhubala, Ashok Kumar und Anoop Kumar auftraten. Die Lieder „Ek ladki bheegi bhaagi si“, „Haal kaisa hai janaab ka“, „Paanch rupaiya baara aana“ wurden sehr bekannt. Man konnte sie auch in Dev Anands Paying Guest (1957) und Teen Deviyan hören. Das Lied Mana janab ne pukara nahin in Paying Guest war ein voller Erfolg bei den Jugendlichen.
Beim Texten waren Majrooh Sultanpuri und Shailendra die Favoriten Kishores. Er brachte sie dazu, Lieder für seine Eigenproduktionen zu schreiben. Damals schlugen Musiker den Produzenten die Texter vor. Das Musikerduo Shankar-Jaikishan hatte versprochen, Sheilandra allen Produzenten weiterzuempfehlen, doch sie hielten ihr Versprechen nicht. Shailendra schickte ihnen eine Nachricht: Chhoti si yeh duniya, pehchaane raaste hain; Kahin to miloge, phir poochhenge haal (Die Welt ist klein, die Straßen sind bekannt; sollten wir uns irgendwo treffen, dann würde ich euch fragen – „Wie geht es euch“). Shankar-Jaikishan erkannten ihren Fehler. Sie schrieben ein Lied aus den erwähnten Worten und brachten Kishore dazu, es zu singen.
In seinen Anfängen schrieb Majrooh die meisten Hits für Kishore, größtenteils mit S. D. Burman für Dev Anand u. a. Hum hain raahi pyaar ke, Maana janaab ne pukaara nahin.
Kishore war auch am Komponieren interessiert. Es wird erzählt, dass er mit Kalyanji Shah (von den berühmten Kalyanji-Anandji) die elektronische Musik nach Bollywood eingeführt hat. Auch hat Kishore einige der elektronischen Klänge von S. D. Burmans Musik beigetragen (er assistierte S. D. Burman manchmal). Von Zeit zu Zeit komponierte er selbst Musik oder schrieb Texte. 1961 schrieb, komponierte und sang er im Film Jhumroo Main hoon jhumroo. Dieses Lied ist ein gutes Beispiel seiner Fähigkeit zu Jodeln. Kishore konnte auch mit einer weiblichen Stimme singen. In Half Ticket (1962), sang er Aake Seedhi Lagi mit männlicher als auch mit weiblicher Stimme. Das Lied wurde von Shailendra geschrieben und von Salil Choudhury komponiert.

## Die mageren Jahre in Kishore Kumars Karriere
Während der 60er gab es ein paar magere Jahre in Kishores Karriere. Ein Großteil der Filme, in denen er spielte, floppte. Sehr wenige seiner Lieder in dieser Phase sind erinnerungswürdig. Zaroorat hai, Zaroorat haiZaroorat hai, Zaroorat hai (aus dem Film Manmauji 1962), niedergeschrieben von Rajinder Krishan und komponiert von Madan Mohan ist die einzige Ausnahme. Mohammed Rafi und Mukesh waren die Lieblinge der meisten Musikkomponisten, daher bekam Kishore nie sehr gute Lieder zu singen. Nur wenige seiner Lieder, verfilmt von Dev Anand und komponiert von S. D. Burman, verschafften ihm Anerkennung, wie Gaata rahe mera dil (aus dem Film Guide 1965, ein Duett mit Lata), Yeh dil na hota bechara (aus Jewel Thief 1967) etc.
1966 erschien plötzlich S. D. Burmans Sohn Rahul Dev Burman in der Musikszene mit einem Superhit in dem Film Teesri Manzil. Er hatte Rafi dazu gebracht alle Lieder in dem Film zu singen. Später jedoch gab R. D. Burman (auch unter seinem Spitznamen Pancham bekannt) einen bedeutenden Teil seiner Schirmherrschaft an Kishore Kumar.
Der erste gemeinsame Filmhit war der amüsante Film Padosan (1968). In diesem Film spielte Kishore Kumar die Rolle von Sunil Dutts Guru. Sunil Dutt war ein Junge, der sich in ein Mädchen von nebenan verliebte, das vom Singen besessen war. Um das Mädchen zu beeindrucken, bringt er seinen Guru dazu, für ihn Playback zu singen.
Kishore Kumar sang 'Playback' im Film und hinter der Kamera. Kishore und Pancham produzierten die Lieder im Film. In einer Szene gab es eine verbale Auseinandersetzung zwischen Mehmood (der den Guru des Mädchens spielte) und Sunil Dutt alias Kishore Kumar. Kishore behauptete, dass es langweilig sein würde, wenn der Dialog einfach nur gesprochen würde. Mehmood war derselben Meinung. Deshalb saßen Kishore, Mehmood, Lyriker Rajinder Krishan und Pancham zusammen und erdachten einen 'musikalischen Streit' – Ek chaturnar, karke singaar. Das Lied, gesungen von Kishore und Manna Dey (der für Mehmood sang), wurde sehr bekannt. Manna Dey, der ein klassisch ausgebildeter Sänger war, empfand es als lächerlich, dass er im musikalischen Streit gegen eine Stimme ohne Ausbildung wie die Kishore Kumars verlieren sollte und weigerte sich zunächst Teil des Lieds zu werden. Mehmood (auch Filmproduzent) musste ihm persönlich versichern, dass Manna Dey ein besserer Sänger war und dass es am Drehbuchinhalt läge, dass er den Streit verliert.

## Der Superstar
1969, produzierte Shakti Samanta den Film Aradhana. Der Komponist war S. D. Burman. Zu dieser Zeit wurde aufgrund einer Krankheit S. D. Burmans nur ein Lied (Kora kagaz tha yeh man mera) aufgenommen. S. D. Burman hatte jedoch bereits die Melodien für weitere Lieder komponiert. R. D. Burman (sein Sohn) übernahm die Verantwortung, die Aufnahmen fertigzustellen. Die harte Arbeit wurde zahlte sich aus, als Kishore seinen ersten Filmfare Award für das Lied „Roop Tera Mastena“ bekam.
1970 floppte Dev Anands Regiedebüt Prem Pajari, bei dem S. D. Burman und Kishore die Musik aufgenommen hatten. Aber die Lieder – „Phoolon Ke Rang Se“, „Lena Hoga Janam Hamein“ und „Shokhiyon Mein Ghola Jaaye“ wurden Hits.
Für den Film Sharmilee, nahmen Kishore und S. D. Burman das Duett „Aaj Madhosh Hua Jaaye“, mit Lata auf, weitere waren „Khilte Hain Gul Yahan“ und der Tophit „O Meri Sharmilee“. S. D. Burman nahm mit Kishore 1973 für den Film Jugnu das Lied „Pyaar Ke Is Khel Mein“ auf.
Laxmikant-Pyarelal komponierte auch viele Melodien für Kishore Kumar, die große Hits wurden wie „Mere Dil Mein Aaj Kya Hai“ aus dem Film Daag und „Mere Naseeb Mein Aye Dost“ aus dem Film Do Raaste, „Naach Meri Bulbul“ aus dem Film Roti, „Chal Chal Mere Haathi“ aus dem Film Haathi Mere Saathi und „My Name Is Anthony Gonsalves“ für den Film Amar Akbar Anthony.
Laxmikant-Pyarelal brachte Kishore und Rafi für Duette für den Film Dostana und Ram Balram zusammen. Die gemeinsame Arbeit mit Laxmikant-Pyarelal setzte sich mit den Liedern „Achchha To Hum Chalte Hain“, „Kal Ki Haseen Mulaqat Ke Liye“, „Gore Rang Pe Na Itna“, „Tu Kitne Baras Ki“, „Gaari Bula Rahi Hai“, „Ruk Jaana Nahi“ (Film Imtihaan) und „Mere Mehboob Qayamat Hogi“ (Film Mr X In Bombay).
Kalyanji-Anandji und Kishore nahmen auch Lieder für die Filme Dharmatma, Laawaris, Muqaddar Ka Sikandar, Kabeela, Johny Mera Naam und Don auf. Die Lieder „O Saathi Re“ aus dem Film Muqaddar Ka Sikandar, „Mera Jeevan Kora Kagaz“ aus dem Film Kora Kagaz und „Khaike Paan Banariswala“ (Film Don) wurden ebenfalls Hits.
1975 während Kishore Badi Sooni Sooni Si Hai Zindagi (Das Leben ist einsam) für den Film Mili aufnahm, fiel S. D. Burman ins Koma. Nachdem sein Vater gestorben war, verbrachte R. D. Burman mehr Zeit mit Kishore Kumar. Er bat Kishore für den Film Sholay die Lieder „Amitabh“ und „Dharmrinder“ zu singen.
In den 70ern sang Kishore in weniger erfolgreichen Filmen von Dev Anands unter der Leitung von R. D. Burman wie Warrent (1975), Heera Panna, Shareef Badmash etc. Obwohl diese Filme nur durchschnittliche Einnahmen erzielten, war die Musik ein Erfolg. Die Lieder wie „Ruk Jaana O Jaana“ (aus Warrant) und „Panna ki tamanna“ (aus Heera Panna) und „Neend Chura Ke Raaton Mein“ (aus dem Film Shareef Badmash) wurden Chartstürmer.
Lieder wie „Agar Tum Na Hote“, „Humein Tum Se Pyaar Kitna“, „Mere Naina Saawan Bahado“, „Chingari Koi Bhadke“ oder „O Maajhi Re“ wurden Hits. Zu dieser Zeit sang Kishore auch für jüngere Helden. Er sang auch für Rishi Kapoor und Sanjay Dutt. Kishore und Lata sangen einige moderne Melodien für Sanjays ersten Film Rocky, u. a. „Kya Yehi Pyaar Hai“ und „Hum Tumse Mile“.
Neue Musiker wie Rajesh Roshan, Sapan Chakravarthy (Panchams Assistent), Bappi Lahiri und andere zogen Kishore anderen Sängern vor. Rajesh Roshans erster erfolgreicher Film Julie beinhaltet einige denkwürdige Stücke, gesungen von Kishore und Lata wie „Bhool gaya sab kuchh, Dil kya kare jab kisi se“ etc. Rajesh Roshan arbeitete mit Kishore in vielen Filmen wie Do Aur Do Paanch (1980), Doosra Aadmi („Kya mausam hai“), Man Pasand („Main akela aapni dhun me magan zindagi ke maza liye jaa raha tha“), Kaala Patthar, Swami, Swayamvar und Kaash. Bappi Lahiri, bekannt für das Modernisieren von Westernmelodien bat Kishore Hits wie „Chalte chalte“, „Aaj rapat jaayein“ (Duett mit Asha), „Pag ghunghroo“ (Namak Halaal – 1982) zu singen. 1984 entstanden Lieder wie „Jahan chaar yaar“ (Sharaabi – 1984) und „Manzilen Apni Jagah Hai“ (Sharaabi – 1984) für den Kishore erneut einen Filmfare Award gewann.
Kishore Kumar sang für Amitabh Bachchan, Jeetendra, Anil Kapoor und Govinda. Aufgrund seiner vielseitigen Stimme und seiner musikalischen Erfolge wollte Amitabh Bachchan Kishore Kumar als Playbacksänger, genau wie Rajesh Khanna und Dev Anand ihn zuvor einbezogen hatten.
Während der Indischen Ausnahmezustands 1975–77, weigerte sich Kishore, für Indira Gandhis „Notstandspropaganda“ zu singen. Daraufhin wurden seine Lieder bei allen nationalen Medien verboten. Trotzdem wurde Kishore zu einer Legende.

## Die letzten Jahre
Kishores Sohn Amit Kumar war schon in den 1980er Jahren dank der Schirmherrschaft R. D. Burmans und Rajesh Roshans ein bekannter Sänger. Aber Kishore war noch immer da und sang ebenso für etablierte wie junge Helden. Kishore und Amibath hatten in den 1980er Jahren ein Missverständnis. Kishore produzierte einen Film und Amitabh (der damals eine Bollywoodgottheit war) sollte in einem Gastauftritt in dem Film auftreten. Amitabh erreichte den Drehort, verließ ihn jedoch nach wenigen Minuten und bat seinen Sekretär Kishore zu erklären, dass er nicht in dem Film spielen würde. Kishore wurde wütend und entschied, nie wieder für Amitabh zu singen. Übrigens fingen Amitabhs Filme nach diesem Zwischenfall an zu floppen und er sah sich in der schlimmsten Phase seiner Bollywoodkarriere. Viele Jahre später hatte er mit der weitverbreiteten Fernsehserie Kaun Banega Crorepati (die indische Version von Who Wants to Be a Millionaire?) ein Comeback.
Kishore sang für Anil Kapoor in seinem ersten Film 'Woh Saat Din'. Er sang auch in Anils erstem großen Filmerfolg 'Mr. India' für ihn. LP schrieb die Musik für beide Filme. 1987 sang er einige wirklich schöne Lieder für R. D. Burman in dem Film 'Saagar' – Saagar jaisi aankhon waali (nach der Raga Yaman Technik) und Saagar kinaare dil yeh pukaare (Duett mit Lata). Die Lieder wurden von Javed Akhtar geschrieben.
1987 beschließt Kishore sich aus dem Bollywoodgeschäft zurückzuziehen und zu seinen Wurzeln zurückzukehren, seinem Dorf Khandwa. Im Oktober 1987 stirbt er. Sein letzter Wunsch nach Kandhwa zu gehen wurde erfüllt, indem sein Körper zu seinem Geburtsort für die Einäscherung nach der Einbalsamierung gebracht wurde.
Kishore Kumar inspirierte mehr Playbacksänger, als jeder Andere. Viele der heutigen führenden indischen Playbacksänger, unter ihnen Kumar Sanu, Abhijeet und Babul Supriyo begannen ihre Karriere als 'Nachahmer' von Kishore Kumar. Sie alle kopierten Kishores einzigartige Stimme (in gewissem Ausmaß tun sie es noch, obwohl sie mit der Zeit ihren eigenen Stil entwickelt haben). Als Kishore auf dem Höhepunkt seiner Karriere war, bestand der einzige Weg, in Bollywood Fuß zu fassen, darin, ihn zu kopieren und in Filmen mit niedrigem Budget zu singen, wo die Produzenten es sich nicht leisten konnten, Kishore selbst zu engagieren.

## Kishores Privatleben
Kishore Kumar heiratete viermal: Ruma Guha Thakurta (1950–1958), Madhubala (1960–1969), Yogeeta Bali (1975–1978) und Leena Chandavarkar (1980–1987).
Sein Sohn Amit Kumar wurde ebenfalls Sänger, größtenteils im selben Genre, wenn auch nicht so erfolgreich wie sein Vater. Kishores zweiter Sohn Sumit Kumar ist ebenfalls ein Playbackkünstler.
Kishore Kumar heiratete Ruma Ghosh im Mai 1951 in Bombay und sein Sohn Amit Kumar wurde im folgenden Jahr geboren. Das Paar trennte sich 1958. Ruma Ghosh heiratete Arup Guhathakurta und bekam zwei Kinder von ihm. Ferner ist sie Sängerin, Schauspielerin und eine prominente Persönlichkeit in der Industrie der darstellenden Künste. Sie stammt aus der angesehenen bengalischen Brahmanen-Familie. Ihr Vater war Satyen Ghosh (bekannt als Montey Ghosh), ihre Mutter Sati Devi, eine talentierte Sängerin. Sati Devis jüngere Schwester Bijoya ist mit dem legendären Filmregisseur Satyajit Ray verheiratet. Ruma genoss ihre formale Erziehung an vielen Orten, z. B. für eine kurze Zeit in Shantiniketan. Auch war sie als Kind eine Schülerin im kulturellen Uday Shankar Trainingcenter in Almora, wo ihre Mutter als Musiklehrerin tätig war. Sati Devi begleitete Uday Shankar in den 40ern nach Europa.

## Filmografie
Einige bedeutende Hindi-Filme, in denen Kishore Kumar mitspielte, waren:
- 1954 Naukri
- 1956 Bhagambhag
- 1955 Baap Re Baap
- 1957 Aasha
- 1957 Bandi
- 1958 Jalsaaz
- 1958 Chalti Ka Naam Gaadi
- 1958 Dilli Ka Thug
- 1960 Bewakoof
- 1960 GirlFriend
- 1960 Mehlo Ke Khawab
- 1961 Karodpati
- 1961 Jhumroo
- 1962 Bombay Ka Chor
- 1962 Manmauji
- 1962 Naughty Boy
- 1962 Rangoli
- 1962 Half Ticket
- 1963 Ek Raaz
- 1964 Bagi Shehzada
- 1964 Dal Mein Kala
- 1964 Bavre Nain
- 1964 Mr X In Bombay
- 1964 Ganga Ke Lahren
- 1964 Door gagan ki chaon mein
- 1966 Pyar Kiye Ja
- 1966 Akalmand
- 1967 Duniya Nachegi
- 1967 Payal Ki Jhankar
- 1967 Hai Mere Dil
- 1968 Padosan
- 1968 Do Dooni Char
- 1971 Hungama
- 1973 Pyar Diwana

## Musik
Einige Filme, in denen Kishore Kumar seine erfolgreichsten Lieder sang, sind:
- 1961 Jhumroo
- 1962 Half Ticket
- 1964 Mr X In Bombay
- 1964 Door Gagan Ki Chaon Mein
- 1966 Pyar Kiye Ja
- 1968 Padosan
- 1969 Aradhana
- 1970 Safar
- 1970 Prem Pujari
- 1970 Kati Patang
- 1970 Johny Mera Naam
- 1971 Sharmilee
- 1971 Paraya Dhan
- 1971 Gambler
- 1971 Buddha Mil Gaya
- 1971 Amar Prem
- 1972 Mere Jeevan Saathi
- 1972 Jawani Diwani
- 1972 Rampur Ka Lakshman
- 1973 Yaadon Ki Baarat
- 1973 Manchali
- 1973 Jugnu
- 1973 Heera Panna
- 1973 Daag
- 1973 Black Mail
- 1973 Anamika
- 1973 Aa Gale Lag Jaa
- 1973 Abhimaan
- 1973 Namak Haraam
- 1974 Prem Nagar
- 1974 Aap Ki Kasam
- 1975 Mili
- 1975 Khel Khel Mein
- 1975 Julie
- 1975 Amanush
- 1976 Kabhi Kabhie
- 1976 Chalte Chalte
- 1976 Mehbooba
- 1977 Hum Kisi Se Kum Nahin
- 1977 Kinara
- 1977 Dreamgirl
- 1977 Doosra Aadmi
- 1977 Anurodh
- 1978 Shalimar
- 1978 Khatta Meetha
- 1978 Kasme Vaade
- 1978 Ghar
- 1978 Don
- 1978 Muqaddar Ka Sikandar
- 1979 Mr. Natwarlal
- 1979 Baaton Baaton Mein
- 1979 The Great Gambler
- 1979 Golmaal
- 1980 Man Pasand
- 1980 Thodisi Bewafaii
- 1980 Karz
- 1980 Dostana
- 1981 Rocky
- 1981 Lawaaris
- 1981 Yaarana
- 1981 Silsila
- 1982 Sanam Teri Kasam
- 1982 Bemisaal
- 1982 Satte Pe Satta
- 1982 Shakti
- 1983 Souten
- 1983 Agar Tum Na Hote
- 1983 Bade Dil Wala
- 1984 Tohfa
- 1984 Sharaabi
- 1984 Mashaal
- 1985 Saagar
- 1985 Saaheb
- 1985 Alag Alag
- 1986 Jaanbaaz
- 1987 Mr. India
- 1987 Kaash
- 1987 Garzana

## Auszeichnungen
Die Lieder, mit denen Kishore Kumar Filmfare Awards gewann, sind:
- 1969 Roop tera mastana – Aradhana
- 1975 Dil aisa kisi ne mera toda – Amanush
- 1978 Khaike paan banarasu wala – Don
- 1980 Hazar Raahen – Thodisi Bewafaii
- 1982 Pag ghungroo baandh meera – Namak Halaal
- 1983 Agar tum na hote – Agar tum na hote
- 1984 Manzilen apni jagah – Sharaabi
- 1985 Saagar Kinaare – Saagar